# سروپژیا
سروپگیا(نام علمی: Ceropegia) نام یک سرده از زیرخانواده استبرق است.

## نگارخانه

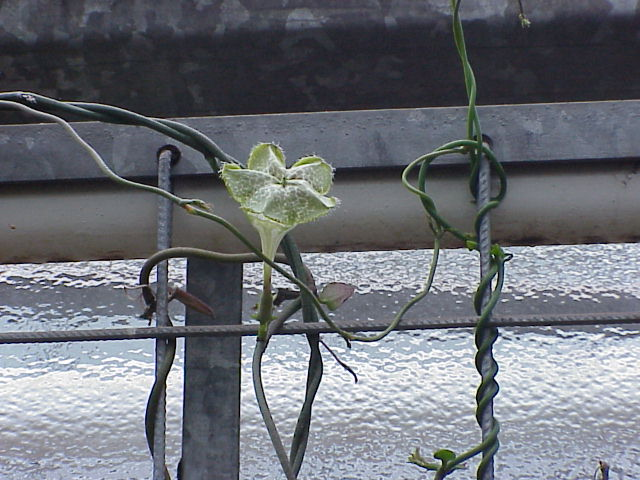